# A Daughter of the Wilderness
A Daughter of the Wilderness è un cortometraggio muto del 1913 diretto da Walter Edwin.

## Trama
Jean Dutard vive nelle foreste del Canada insieme alla figlia Annette che lui vuole sposi Philip Boileau, un boscaiolo. Nonostante la propria avversione per Boileau, la ragazza non osa disobbedire al padre. Ma, un giorno, in quei boschi arriva un giovane americano, Gerald Austin, che rimane colpito da Annette. Il vecchio Dutard lo sorprende in compagnia della figlia e, dopo aver mandato a casa la ragazza, minaccia di ucciderlo se lo vedrà ancora da quelle parti. Quando Dutard se ne va, Austin lo segue fino a casa, riuscendo in tal modo a salvare Annette dalla rabbia del padre che vuole frustarla. Aiutato da Boileau, Dutard riesce però a sopraffare Austin che viene legato e abbandonato nella foresta. Si organizza in tutta fretta il matrimonio di Annette con Boileau; la ragazza - temendo il padre - non riesce a ribellarsi. Ma quando, durante la cerimonia, il prete le chiede se vuole come marito Boileau, Annette reagisce raccontando al sacerdote di come siano andate veramente le cose. Il prete, allora, si erge contro i due selvaggi uomini dei boschi, rimproverandoli aspramente; poi, guidato da Annette, va a salvare Austin che unisce subito in matrimonio con la ragazza. Al ritorno, il sacerdote redarguisce con severità Dutard, persuadendolo a cambiare vita.

## Produzione
Il film fu prodotto dalla Edison Company.

## Distribuzione
Distribuito dalla General Film Company, il film - un cortometraggio in una bobina - uscì nelle sale cinematografiche statunitensi il 28 ottobre 1913.